# Steinzeit (Anna Seghers)
Steinzeit ist eine Erzählung von Anna Seghers, die im Sommer 1975 in Sinn und Form vorabgedruckt wurde und 1977 in Berlin zusammen mit der Erzählung Wiederbegegnung in Buchform erschien.
Mit dem Stilmittel der Repetitio kommt Anna Seghers auf einen Ausspruch des US-Generals Curtis E. LeMay zurück und mahnt: Der unmenschlich Handelnde bringt sich selbst um.

## Hintergrund
Das Sujet Amerika – mit den USA, Kolumbien und Brasilien – ist nicht aus der Luft gegriffen. Anna Seghers hat 1941–1947 im mexikanischen Exil gelebt. Die Einreise in die USA war ihr zuvor verweigert worden.

## Inhalt
Nach zwei Jahren Dschungelkampf in Vietnam war der junge Gary verwundet mit einer kleinen Abfindung nach Hause geschickt worden; viel zu wenig Geld für einen Soldaten, der seinem General geholfen hat, Vietnam in die Steinzeit zurückzubombardieren. Seit er daheim auf gelernte Guerilla-Art in einem Fall von Luftpiraterie eine größere Menge Geldes erpresst hatte, befindet sich der Krieger auf der Flucht vor der US-Strafverfolgungsbehörde.
Spanisch sprechend schifft sich Gary als José Hernández – Gary hat spanische Vorfahren – nach Kolumbien ein. Nachdem er in Bogotá die Beute auf verschiedene kolumbianische Geldinstitute unbehelligt überwiesen hat, beginnt eine Odyssee durchs Land, die mit Garys Unfalltod in einer hochgebirgigen Steinwüste – sprich, in der Steinzeit – endet. Gary erliegt seinem krankhaften Verfolgungswahn. Hilzinger schreibt dazu: „So erfüllt sich der Befehl des amerikanischen Generals... letztlich an dem ehemaligen Soldaten selbst.“
Ob es nun die zarte Schönheit Eliza ist, die glücklich mit Gary zusammenlebt oder ob er sich bei dem Ranchero González als Oberaufseher etabliert – jedes Mal denkt der Flüchtling irgendwann: „Jetzt sind sie mir auf der Spur.“ Seines Bleibens ist darauf nicht länger. Weiter geht es ostwärts in Richtung Brasilien. Gary will die Vergangenheit loswerden, „die alte und die jüngste“. Und einmal im Leben will Gary den Amazonas sehen. Unterwegs im Unterholz, zu Gast bei den „Eingeborenen“, kommt dem Soldaten die Vietnam-Dschungelpraxis zugute. Leider erweist sich Amerika als Dorf. Dort bei den Urvölkern forscht der US-Anthropologe Tom Hilsom. Gary verplappert sich; spricht Englisch. Ist Hilsom einer von Garys Verfolgern? Der misstrauische Soldat muss die Pfahlbausiedlung verlassen. Vom Magdalena-Strom wendet er sich ab; marschiert hinauf in die Berge. Hinter einem Hochplateau will er sein Leben ohne Zwang, ohne Befehl ruhig fortsetzen. Erschöpft die dünne Luft einatmend, verfehlt Gary den Hochgebirgspfad und stürzt in die eisige Steinwelt ab; wird Beute eines niederstoßenden Geierschwarms. Leute des Ranchero Bastista Gómez bergen die Reste der Leiche. Gómez verlangt den Untergebenen das Geld des Toten ab.
Hilsom, in die Staaten zurückgekehrt, streicht während der Aufzeichnung seiner südamerikanischen Erlebnisse alle Einträge zu José Hernández, dem Spanier, der so akzentfrei Englisch sprach, in seinem Notizheft durch. Anna Seghers schreibt: „Er wollte allein sein, dachte Hilsom, soll er.“

## Sonstiges
Dass die Hauptfigur Gary nach dem Kampfeinsatz in Vietnam ausgerechnet als Luftpirat agiert, spielt wiederum auf den Vietnamkrieg selber an. Angehörige der United States Air Force, die an den Angriffen auf Nordvietnam teilnahmen, wurden in sozialistischer Rhetorik üblicherweise als „Luftpiraten“ bezeichnet. Zum anderen wurden abgeschossene amerikanische Flugzeugbesatzungen in nordvietnamesischer Kriegsgefangenschaft teilweise unter Folter gezwungen, Geständnisse zu unterschreiben, wonach sie „Luftpiraten“ seien.
Garys Flugzeugentführung selber wiederum scheint an den Fall D. B. Cooper angelehnt zu sein. Dieser entführte im November 1971 eine Passagiermaschine auf einem Inlandsflug in den USA, und sprang, nachdem er ein Lösegeld entgegengenommen hatte, mit einem Fallschirm aus der Maschine. Da Cooper nach dieser Tat als verschollen gilt, erregte der Fall enormes Aufsehen und motivierte damit eine Reihe von Trittbrettfahrern zu ähnlichen Taten.

## Rezeption
- Inge Diersen hebt „die schöne, kühne, unerbittliche Erzählung“ als „die bedeutendste des Spätwerks – eine Geschichte ohne Botschaft, ohne Licht... als Konsequenz eines von Grund auf verfehlten Lebens“[14] hervor.
- Nach Neugebauer zerfällt der Text in drei Teile: Glückliche Flucht, Weiterflucht mit todbringendem Ende und Löschen der Lebensspur Garys.[15] Im Artikelkopf wird das Stilmittel Wiederholung angesprochen. Neugebauer[16] weist auf eine weitere Repetitio hin. Als der Luftpirat Gary mit der Beute abspringt, geht der Fallschirm auf. Ironie des Schicksals: Während Gary im Hochgebirge abstürzt, denkt er: „Der Fallschirm, verdammt, geht nicht auf.“[17]
- Hilzinger zitiert Marion Brandt: „Vorfassungen zu Anna Seghers´ Erzählung Steinzeit. Beschreibung und Kommentar in bezug auf eine mögliche Interpretation“[18].

### Ausgaben
- Steinzeit. S. 531–582 in: Anna Seghers: Erzählungen 1963–1977. (Die Kraft der Schwachen (Agathe Schweigert. Der Führer. Der Prophet. Das Schilfrohr. Wiedersehen. Das Duell. Susi. Tuomas beschenkt die Halbinsel Sorsa. Die Heimkehr des verlorenen Volkes) Das wirkliche Blau. Überfahrt. Sonderbare Begegnungen (Sagen von Unirdischen. Der Treffpunkt. Die Reisebegegnung) Steinzeit. Wiederbegegnung) Band XII. Gesammelte Werke in Einzelausgaben. Aufbau-Verlag, Berlin 1981 (2. Aufl.), 663 Seiten, ohne ISBN
- Steinzeit. S. 390–439 in Anna Seghers: Post ins Gelobte Land. Erzählungen. Auswahl Ursula Emmerich. Illustrationen Günther Lück (Grubetsch. Bauern von Hruschowo. Die schönsten Sagen vom Räuber Woynok. Das Obdach. Post ins Gelobte Land. Der Ausflug der toten Mädchen. Das Argonautenschiff. Die Hochzeit von Haiti. Crisanta. Der Führer. Das Duell. Tuomas beschenkt die Halbinsel Sorsa. Sagen von Unirdischen. Steinzeit). Aufbau-Verlag, Berlin 1990 (1. Aufl.), ISBN 3-351-01653-0 (verwendete Ausgabe)

### Sekundärliteratur
- Heinz Neugebauer: Anna Seghers. Leben und Werk. Mit Abbildungen (Wissenschaftliche Mitarbeit: Irmgard Neugebauer, Redaktionsschluss 20. September 1977). 238 Seiten. Reihe „Schriftsteller der Gegenwart“ (Hrsg. Kurt Böttcher). Volk und Wissen, Berlin 1980, ohne ISBN
- Kurt Batt: Anna Seghers. Versuch über Entwicklung und Werke. Mit Abbildungen. 283 Seiten. Reclam, Leipzig 1973 (2. Aufl. 1980). Lizenzgeber: Röderberg, Frankfurt am Main (Röderberg-Taschenbuch Bd. 15), ISBN 3-87682-470-2
- Andreas Schrade: Anna Seghers. Metzler, Stuttgart 1993 (Sammlung Metzler Bd. 275 (Autoren und Autorinnen)), ISBN 3-476-10275-0
- Sonja Hilzinger: Anna Seghers. Mit 12 Abbildungen. Reihe Literaturstudium. Reclam, Stuttgart 2000, RUB 17623, ISBN 3-15-017623-9
- Josefina Sandoval: México in Anna Seghers' Leben und Werk. 1940–1947. Wissenschaftlicher Verlag Berlin, 2001 (Diss. FU Berlin). ISBN 3-932089-67-7